# Rana sauteri
Rana sauteri är en groddjursart som beskrevs av George Albert Boulenger 1909. Rana sauteri ingår i släktet Rana och familjen egentliga grodor. Inga underarter finns listade i Catalogue of Life.
Arten förekommer i kulliga områden och bergstrakter på Taiwan. Den lever mellan 170 och 2500 meter över havet. Individerna vistas i skogar, buskskogar och gräsmarker nära vattendrag. Fortplantningen sker i vattendrag, diken och pölar. Honor lägger ungefär 1500 ägg och fäster de vid vattenväxter.
Beståndet hotas av landskapets omvandling till jordbruksmark. Flera exemplar dör i trafiken när de korsar vägar. IUCN kategoriserar arten globalt som sårbar.